# Asaracus semifimbriatus
Asaracus semifimbriatus là một loài nhện trong họ Salticidae.
Loài này thuộc chi Asaracus. Asaracus semifimbriatus được Eugène Simon miêu tả năm 1902.